# Soundin’ Off
Soundin' Off — последний студийный альбом ямайского джазового испольнителя Диззи Риса(англ. Dizzy Reece) который вышел в 1960 году. Альбом включает выступления, записанные в 1960 году и выпущены в том же году на Blue Note Records.

## Список композиций
1. «A Ghost of a Chance» (Бинг Кросби, Ned Washington, Виктор Янг) — 5:06
2. «Once in a While» (Michael Edwards, Bud Green) — 7:30
3. «Eb Pob» (Dizzy Reece) — 7:46
4. «Yesterdays» (Отто Харбах, Джером Керн) — 7:11
5. «Our Love Is Here to Stay» (Джордж Гершвин, Ira Gershwin) — 6:21
6. «Blue Streak» (Dizzy Reece) — 7:56

## Участники записи
- Dizzy Reece — труба
- Walter Bishop Jr. — пианино
- Doug Watkins — контрабас
- Art Taylor — ударная установка